# 豪伊·卡尔
霍华德·赫尔希·卡尔（英語：Howard Hershey Carl，1938年6月7日—2005年10月24日），美国NBA联盟前职业篮球运动员。他在1961年的NBA选秀中第5轮第50顺位被芝加哥包装工选中。